# کالنیک
کالنیک (به بلغاری: Kalenik) یک منطقهٔ مسکونی در بلغارستان است که در شهرستان اوگارچین واقع شده‌است.